# Arithmeum

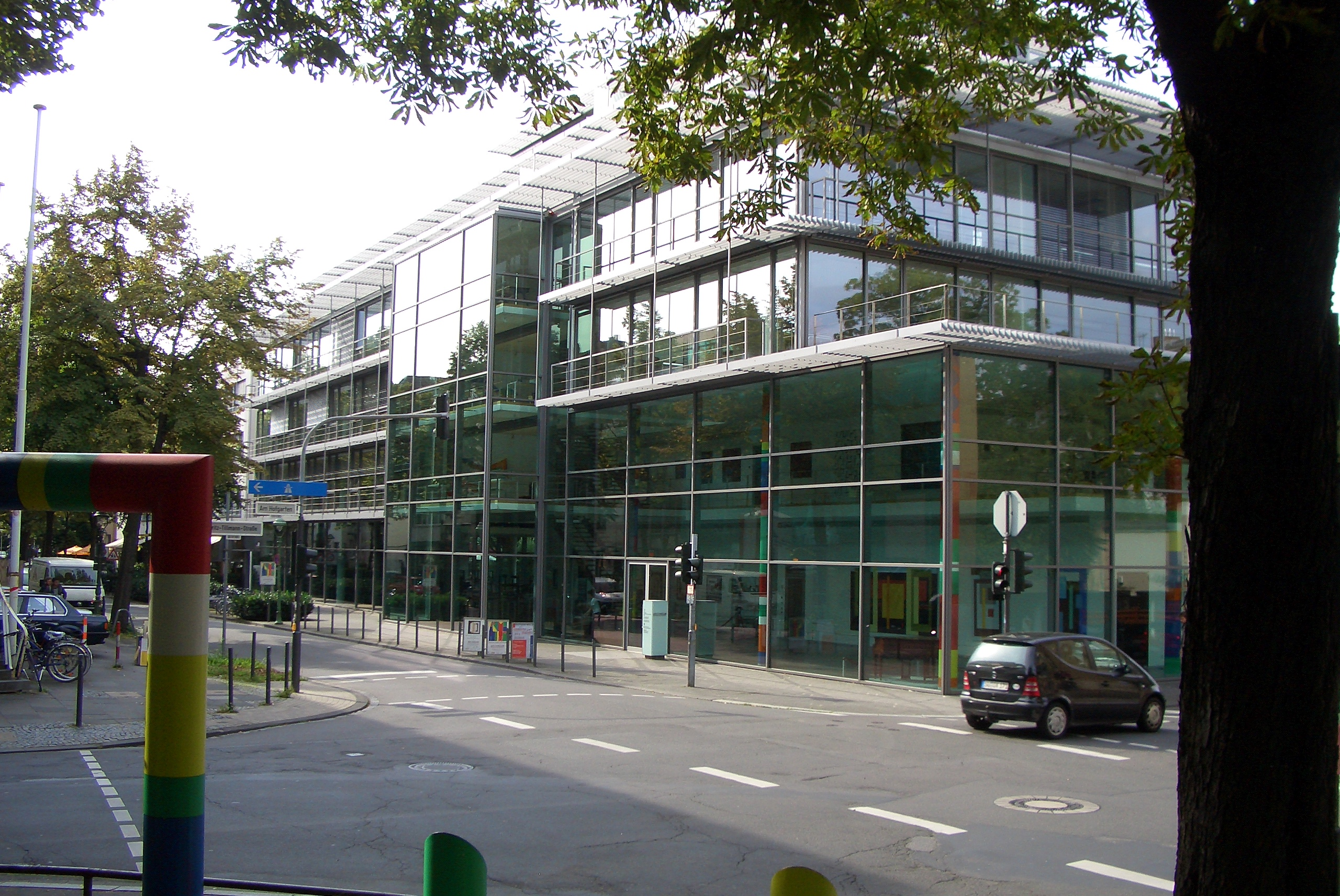
Fassade des Arithmeums, im August 2007

Das Arithmeum ist ein Ausstellungsgebäude im Forschungsinstitut für Diskrete Mathematik der Rheinischen Friedrich-Wilhelms-Universität Bonn, welches zur Vermittlung von wissenschaftlichen und technischen Fakten dient. Die Bezeichnung stellt eine Zusammensetzung aus den Begriffen „Arithmetik“ und „Museum“ dar. Es wurde vom Institutsdirektor Bernhard Korte gegründet, der hier auch seine private Sammlung von Rechenmaschinen einbrachte. Im Jahr 2008 gehörten 4500 Rechenmaschinen, 2000 Bücher, 800 Kunstwerke und 500 historische Computer zur Sammlung. Das Gebäude liegt an der südwestlichen Ecke des Hofgartens. Seit 2003 ist Ina Prinz die Direktorin des Museums.

## Gebäude
Der Museumsbau aus dem Jahre 1998 (Architekten: Wilfried Pilhatsch, Sepp Rössle) wurde mit einer Stahl-Glas-Fassade versehen mit der Intention, die „Transparenz der Wissenschaft“ zu verdeutlichen. Zusätzliche schattenspendende Elemente und Fluchtbalkone bilden den Übergang zum umgebenden Luftraum.
Das Gebäude drückt eine Symbiose von Wissenschaft, Technik und Kunst aus.

## Ausstellungen

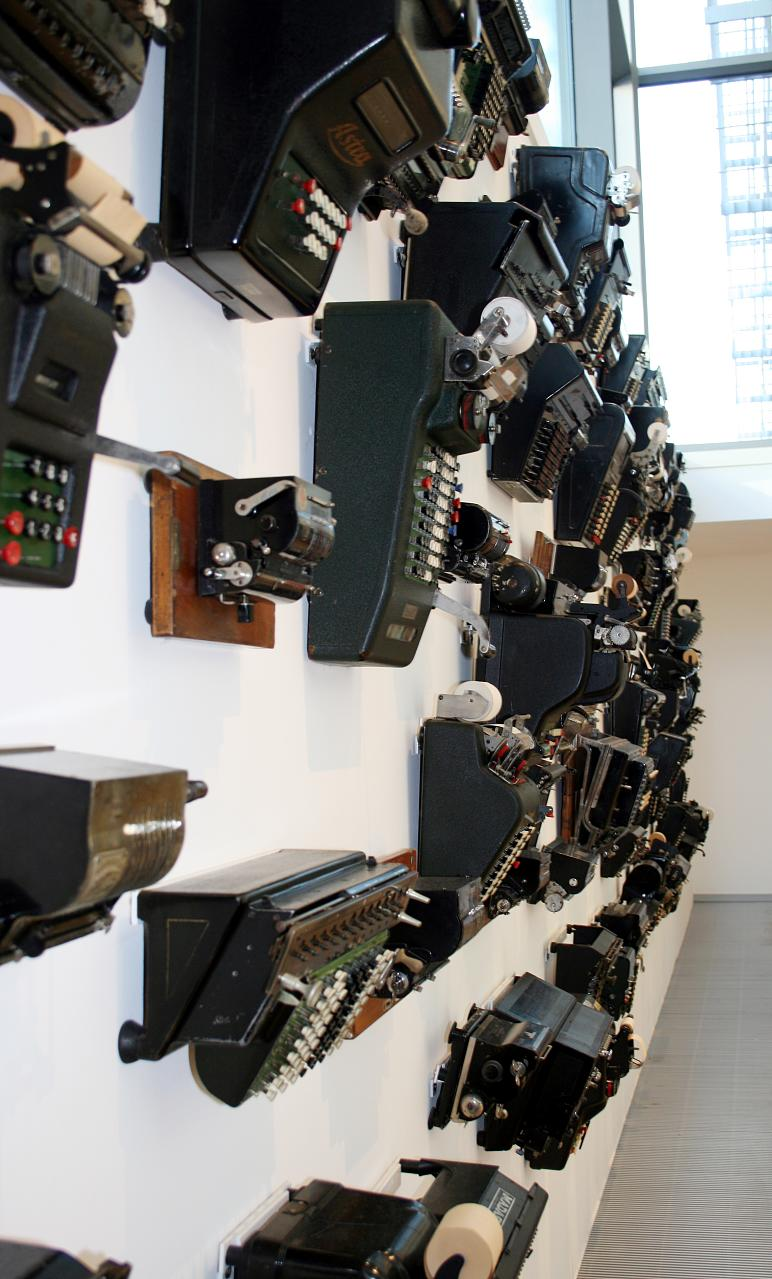
Rechenmaschinen im Arithmeum (an einer senkrechten Wand befestigt) (2008)

Die ständige Ausstellung „Rechnen einst und heute“ liefert anschauliche Beispiele für die Entwicklung des maschinellen Rechnens. Gezeigt werden neben historischen Rechenmaschinen auch Rechenhilfsmittel wie der Abakus, historische Rechenbücher und die legendäre Chiffriermaschine Enigma aus dem Zweiten Weltkrieg sowie nautische und astronomische Messwerkzeuge. Einen weiteren Schwerpunkt bilden Exponate aus den Anfängen des Computerzeitalters, wie beispielsweise die Lochkartenmaschine von Herman Hollerith. Der Museumsgründer hatte selbst an der Entwicklung moderner Logik-Chips mitgewirkt.
Das Museum besitzt eine von IJzebrand Schuitema (1929–2013) angelegte Sammlung von ca. 4000 Rechenschiebern aus vier Jahrhunderten.
Ergänzt wird die Dauerausstellung durch regelmäßig stattfindende Konzerte, so z. B. die seit 2006 etablierte Sendereihe „concerto discreto“ mit den Preisträgern des Förderpreises Deutschlandfunk, sowie wechselnde Ausstellungen von geometrisch-konstruktiven Bildenden Künstlern aus aller Welt. Die museumseigene Kunstsammlung enthält Arbeiten von Max Bill, Camille Graeser, Richard Paul Lohse, Charmion von Wiegand und weiteren Vertretern der Konkreten Malerei.
Seit 2022 hat das Museum das historische Arithmomètre von Pius IX. in seiner Sammlung.